# 南宁晚报
《南宁晚报》是南宁日报社主办的生活类都市报，创刊于1956年，是中华人民共和国成立后广西境内最早发行的晚报。

## 历史
《南宁晚报》曾是中国共产党南宁市委员会的机关报。它的前身是创刊于1956年9月15日的《南宁人民报》。1958年2月1日《南宁人民报》停刊，为出版《南宁日报》做筹备工作。1958年3月1日，《南宁日报》出版。1961年3月1日《南宁日报》改为《南宁晚报》，该报发行范围包括广西壮族自治区内的市、县，广西外一些城市也有订户。
1967年至1968年，受文化大革命影响，该报曾两度停刊。
1979年11月，中共南宁市委员会为《南宁晚报》平反，并将《南宁晚报》作为南宁市委机关报恢复出版。《南宁晚报》于1980年5月1日复刊，为四开四版。
1990年3月18日，该报编辑部搬进位于民生路的新建报社大楼。1993年1月1日，《南宁晚报》改为对开四版大报。

从2005年1月1日起，《南宁晚报》与《八桂都市报》整合为新的《南宁晚报》。《南宁晚报》主管主办单位变更为南宁日报社，定位改为都市类报纸。

## 争议
1991年7月12日，《南宁晚报》刊登了记者符显略和通讯员陈德林采写的《虐待打骂老人的行为应受到全社会的谴责》一文，文章批评了煤气公司职工谢连合经常虐待、打骂年近八旬的亲生父亲的行为。
1991年9月，谢连合向法院起诉，状告南宁晚报社侵害了他的名誉权。1994年，南宁市中级人民法院作出终审判决：撤销南宁市兴宁区人民法院关于报社及作者败诉的一审判决；上诉费用210元由一审原告谢连合负担。
1994年5月20日，新华社播发简短消息对此案表示关注。各地一些报刊也派出记者抵邕采访此案。